# Gopkittisak gallardoi
Gopkittisak gallardoi is een krabbensoort uit de familie van de Varunidae. De wetenschappelijke naam van de soort is voor het eerst geldig gepubliceerd in 1976 door Serène & Soh.